# Helyett-Hutchinson
La Helyett-Hutchinson era una squadra maschile francese di ciclismo su strada, attiva tra i professionisti dal 1932 al 1961.
Patrocinata da Helyett, costruttore di biciclette con sede a Sully-sur-Loire, e dal fornitore di pneumatici Hutchinson, nei tre decenni di attività fu portata alla vittoria tra gli altri da René Vietto (Parigi-Nizza 1935), Adolph Braeckeveldt (Freccia Vallone 1937), Alfons Deloor (Liegi-Bastogne-Liegi 1938), Richard Depoorter (Liegi-Bastogne-Liegi 1943), Nello Lauredi (Giro del Delfinato 1950 e 1951), Jean Stablinski (titolo nazionale 1960) e soprattutto da Jacques Anquetil, vincitore in maglia Helyett del Giro d'Italia 1960, di quattro Gran Premi delle Nazioni (1956, 1957, 1958, 1961) e di due Parigi-Nizza (1957, 1961).
Durante il periodo alla Helyett Anquetil vinse anche due Tour de France con la maglia della Nazionale francese (1957, 1961); sempre in maglia bleu francese, Stablinski vinse la Vuelta a España 1958 mentre André Darrigade conquistò il mondiale su strada 1959.

## Cronistoria

### Annuario
| Anno | Codice | Nome                                | Cat. | Biciclette | Dirigenza |
| ---- | ------ | ----------------------------------- | ---- | ---------- | --------- |
| 1932 | -      | Helyett-Hutchinson                  | Pro  | Helyett    | -         |
| 1933 | -      | Helyett-Hutchinson                  | Pro  | Helyett    | -         |
| 1934 | -      | Helyett-Hutchinson                  | Pro  | Helyett    | -         |
| 1935 | -      | Helyett-Hutchinson                  | Pro  | Helyett    | -         |
| 1936 | -      | Helyett-Hutchinson                  | Pro  | Helyett    | -         |
| 1937 | -      | Helyett-Hutchinson/Helyett-Splendor | Pro  | Helyett    | -         |
| 1938 | -      | Helyett-Hutchinson                  | Pro  | Helyett    | -         |
| 1939 | -      | Helyett-Hutchinson                  | Pro  | Helyett    | -         |
| 1940 | -      | Helyett-Hutchinson                  | Pro  | Helyett    | -         |
| 1941 | -      | Helyett-Hutchinson                  | Pro  | Helyett    | -         |
| 1942 | -      | Helyett-Hutchinson                  | Pro  | Helyett    | -         |
| 1943 | -      | Helyett-Hutchinson                  | Pro  | Helyett    | -         |
| 1944 | -      | Helyett-Hutchinson                  | Pro  | Helyett    | -         |
| 1945 | -      | Helyett-Hutchinson                  | Pro  | Helyett    | -         |
| 1946 | -      | Helyett-Hutchinson                  | Pro  | Helyett    | -         |
| 1947 | -      | Helyett-Hutchinson                  | Pro  | Helyett    | -         |
| 1948 | -      | Helyett-Hutchinson                  | Pro  | Helyett    | -         |
| 1949 | -      | Helyett-Hutchinson                  | Pro  | Helyett    | -         |
| 1950 | -      | Helyett-Hutchinson                  | Pro  | Helyett    | -         |
| 1951 | -      | Helyett-Hutchinson                  | Pro  | Helyett    | -         |

| Anno | Codice | Nome                             | Cat. | Biciclette | Dirigenza                   |
| ---- | ------ | -------------------------------- | ---- | ---------- | --------------------------- |
| 1956 | -      | Helyett-Potin-Hutchinson         | Pro  | Helyett    | Dir. sportivi: Paul Wiegant |
| 1957 | -      | Helyett-Potin                    | Pro  | Helyett    | Dir. sportivi: Paul Wiegant |
| 1958 | -      | Helyett-Leroux-Hutchinson        | Pro  | Helyett    | Dir. sportivi: Paul Wiegant |
| 1959 | -      | Helyett-Leroux-Fynsec-Hutchinson | Pro  | Helyett    | Dir. sportivi: Paul Wiegant |
| 1960 | -      | Helyett-Leroux-Fynsec-Hutchinson | Pro  | Helyett    | Dir. sportivi: Paul Wiegant |
| 1961 | -      | Helyett-Fynsec-Hutchinson        | Pro  | Helyett    | Dir. sportivi: Paul Wiegant |